# Tandrup (Bedsted Sogn)
 For alternative betydninger, se Tandrup. (Se også artikler, som begynder med Tandrup)
Tandrup er en herregård beliggende i Bedsted Sogn. 
Hovedbygningen er ombygget ca. 1825 hvor den fik sit trefløjede anlæg. Den oprindelige bygning var firefløjet og i bindingsværk.
Voldgraven blev sløjfet og hovedbygningen ombygget ca. 1850. Ved ombygningen blev en portgennemgang sløjfet.
Herregården er omgivet af naturskønne omgivelser, såsom skove, søer og et fantastisk dyreliv.
På herregården findes der to lejligheder, hvor arvetageren til Tandrupgård, Sara Lilleøre Nielsen, bor sammen med sin kæreste og kat. På sigt er planen at arvetager Sara Lilleøre Nielsen med følge, flytter ned i snarligt moderniserede nabolejlighed.
Det skønnes, at hele herligheden vurderes til 53,5 mio danske kroner.

## Ejere af Tandrup
- 1386	Peder Nielsen af slægten Bild
- 1396 	Per Høg
- 1413	Niels Eriksen Banner
- 1424	Lage Rød
- 1439	Bo Høg
- 1485	Karen Høg
- 1512	Niels Krabbe
- 1520	Eiler Lykke
- 1575	Jakob Lykke
- 1625	Christoffer Gersdorff
- 1630	Johan Rantzau
- 1638	Frantz Rantzau
- 1660	Helle Urne
- 1688	Elisabeth Sophie og Dorte Rantzau
- 1698	Elisabeth Rantzau
- 1726	Christian Leth
- 1737	Marie Charlotte Amalie Giedde
- 1737	Poul v. Klingenberg
- 1784	Peder Jørgensen af Ullerupgaard
- 1799	Niels Willemoes
- 1817	Poul Tøfting
- 1847	Flere ejere, bl.a. Niels Munch Breinholt
- 1848	Hans Ditlev Lützhøft
- 1858	Jes Eske Christian Lützhøft
- 1876 Anna Augusta Lützhøft gift Lützhøft
- 1892	Hans Ditlev Henrik Lützhøft
- 1946	Folmer Christian Eske Lützhøft
- 1956 Hans Christian Preben Lützhøft
- 1983 Hans Christian Lilleøre

|  | Denne artikel om en bygning eller et bygningsværk kan blive bedre, hvis der indsættes et (bedre) billede. Du kan hjælpe ved at afsøge Wikimedia Commons for et passende billede eller lægge et op på Wikimedia Commons med en af de tilladte licenser og indsætte det i artiklen. |

56°50′36″N 8°25′22″Ø / 56.84321°N 8.4228°Ø